# Trysunda kapell
Trysunda kapell är en kyrkobyggnad i Örnsköldsviks kommun. Den är församlingskyrka i Nätra församling, Härnösands stift. Kapellet ligger på ön Trysunda i Höga kusten i Örnsköldsviks södra skärgård norr om Ulvöarna.

## Kyrkobyggnaden
Kapellet har en stomme av liggtimmer och är uppfört på 1600-talet, sannolikt år 1654. Från början var kapellet rödfärgat och den enda målade byggnaden i Trysunda. Numera är kapellet täckt med vitmålad stående panel. En genomgripande renovering genomfördes vid början av 1930-talet då kyrkorummets väggmålningar togs fram. Taket saknar målningar.

## Inventarier
- I korets södra del finns predikstolen som är av renässanstyp och troligen tillverkad på platsen 1767.
- Altartavlan är en oljemålning på trä och har motivet Den Heliga Nattvarden.
- På södra väggen hänger en trätavla med böninskrift som möjligen är från 1700-talet.

### Webbkällor
- Information från Svenska kyrkan
- byggnadspresentation